# Tigheci
Tigheci è un comune della Moldavia situato nel distretto di Leova di 2.527 abitanti al censimento del 2004

## Località
Il comune è formato dall'insieme delle seguenti località (popolazione 2004)
- Tigheci (2.245 abitanti)
- Cuporani (282 abitanti)